# Parametro di Rossby
Il parametro di Rossby (o semplicemente {\displaystyle \beta }, beta) è un numero usato in geofisica e meteorologia che deriva dalla variazione meridionale della forza di Coriolis causata dalla forma sferica della Terra. Assume importanza nella generazione delle onde di Rossby.
Il parametro di Rossby {\displaystyle \beta } è dato da
{\displaystyle \beta ={\frac {\partial f}{\partial y}}={\frac {1}{a}}{\frac {d}{d\phi }}(2\omega sin\phi )={\frac {2\omega cos\phi }{a}}}
dove {\displaystyle f} è il parametro di Coriolis, {\displaystyle \phi } è la latitudine, {\displaystyle \omega } è la velocità angolare della rotazione terrestre e {\displaystyle a} è il raggio medio della Terra.
Sebbene entrambi coinvolgano l'effetto Coriolis, il parametro di Rossby descrive la variazione degli effetti con la latitudine (da cui la derivata latitudinale) e non va confuso con il numero di Rossby.